# Jan Wolgner
Jan Wolgner (ur. 16 grudnia 1863 w Stanisławowie, zm. 8 października 1926) – generał brygady Wojska Polskiego, kawaler Orderu Virtuti Militari.

## Życiorys
Urodził się w Stanisławowie, w rodzinie Jana i Wiktorii Bengsdorf. Przez pięć lat uczęszczał do gimnazjum w Stanisławowie. W 1882 ukończył korpus kadetów, a trzy lata później akademię wojskową. Od 18 sierpnia 1885 pełnił zawodową służbę w cesarskiej i królewskiej Armii. W 1913 został przeniesiony z Galicyjskiego Pułku Piechoty Nr 13 w Opawie do Czeskiego Pułku Piechoty Nr 21 w Kutnej Horze na stanowisko komendanta 1. batalionu, który był detaszowany w Brczko, w Bośni i Hercegowinie. W czasie służby awansował na kolejne stopnie:
- porucznika (niem. Leutnant) – 1 września 1885,
- nadporucznika (niem. Oberleutnant) – 1 maja 1889,
- kapitana (niem. Hauptmann) – 1 maja 1896,
- majora (niem. Major) – 1 maja 1909,
- podpułkownika (niem. Oberstleutnant) – 1 listopada 1912,
- pułkownika (niem. Oberst) – 1 marca 1915.

17 lipca 1919 został przyjęty do Wojska Polskiego z byłej armii austriacko-węgierskiej, z zatwierdzeniem posiadanego stopnia pułkownika ze starszeństwem od dnia 1 marca 1915, i przydzielony do Dowództwa Okręgu Generalnego Warszawa. Dowodził XXIII Brygadą Piechoty, a od 17 września 1921 – 18 Dywizją Piechoty. Na podstawie dekretu Naczelnika Państwa i Naczelnego Wodza z dnia 9 września 1922 został przeniesiony z dniem 1 października 1922 w stan spoczynku, w stopniu generała brygady. 26 października 1923 Prezydent RP zatwierdził go w stopniu generała brygady. 
Był żonaty z Marią Goral. Mieszkał w Krakowie. Został osadnikiem wojskowym w koloniach Butyń I i II (osada Butyń, gmina Wiśniowiec).

## Ordery i odznaczenia
- Krzyż Srebrny Orderu Wojskowego Virtuti Militari nr 1109 – 19 lutego 1922[9]